# Alfonso Corti

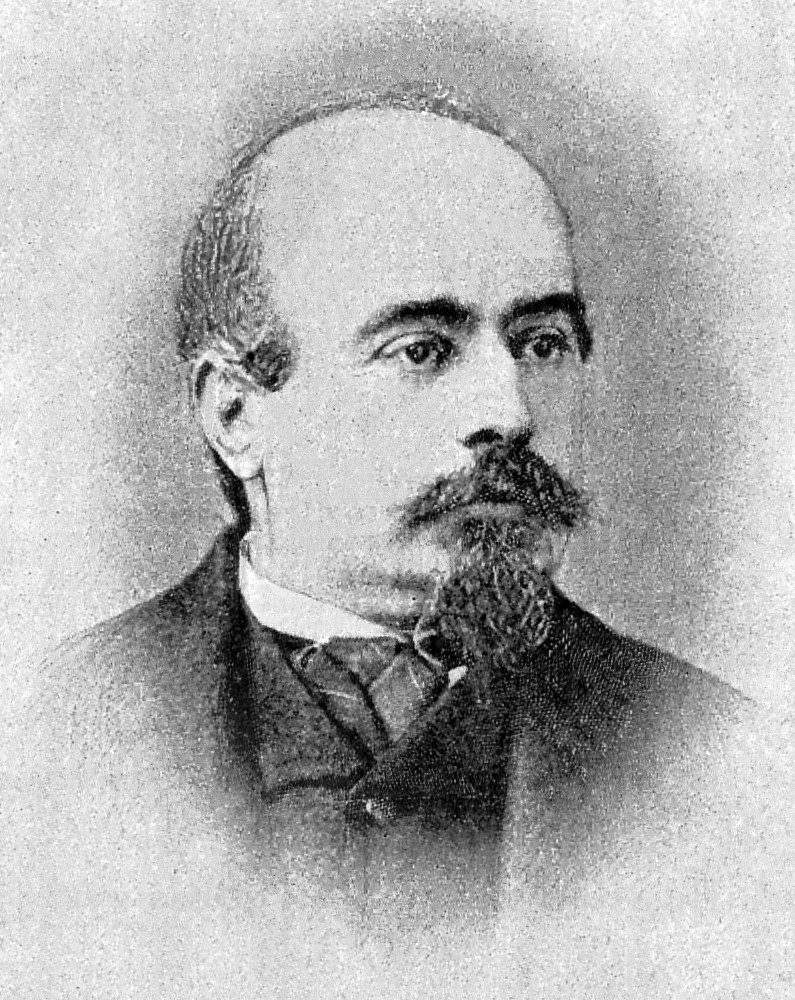
Alfonso Corti.

Alfonso Giacomo Gaspare Corti, född 22 juni 1822 i Gambarana i Pavia, död 2 oktober 1876 i Corvino San Quirico i Pavia, var en italiensk markis och anatom.
Corti studerade i början av 1840-talet anatomi vid universiteten i Pavia hos Antonio Scarpa och sedan 1847 i Wien. Han arbetade efteråt tillsammans med Josef Hyrtl. Omkring 1850 fick han en anställning vid universitetet i Würzburg och vann genom upptäckten av det efter honom benämnda cortiska organet ett mycket berömt namn (Recherches sur l'organe de l'ouie des mammifères, i "Zeitschrift für wissenschaftliche Zoologie", 1851).

## Andra verk
- De systemate vasorum psammosauri grisei (1847)
- Beitrag zur Anatomie der Retina (i Johannes Peter Müllers "Archiv für Anatomie und Physiologie", 1850)
- Histologische Untersuchungen angestellt an einem Elephanten (i "Zeitschrift für wissenschaftliche Zoologie", 1854)